# Favela de Vila Prudente
A Favela de Vila Prudente é uma favela localizada no distrito paulistano de Vila Prudente. Foi a primeira favela da cidade, surgida nos anos 1940 em um terreno do Instituto Brasileiro do Café, com a vinda de imigrantes e trabalhadores da construção civil.

## História
A favela surgiu em 1948 quando algumas famílias ocuparam um terreno baldio do extinto Departamento Nacional do Café (DNC) na Vila Prudente. Apesar da ocupação inicial, as autoridades somente tentaram retomar a área em 1950. Naquela época haviam cerca de 1600 habitantes na favela de Vila Prudente.
Após a malsucedida tentativa de remoção das famílias, a favela acabou invadida por criminosos que ameaçavam as famílias ali residentes em busca de refúgio. Ainda assim, os criminosos assaltavam e agrediam os moradores. Durante parte da década de 1950 ocorreram várias ações policiais, com a principal delas ocorrida em 27 de fevereiro de 1955 resultando na prisão de 40 pessoas e com a polícia incendiando vários barracos.
As precárias condições de vida na favela incentivaram os moradores a criar em 1955 a Sociedade de Amigos da Favela de Vila Prudente. A mobilização da sociedade conseguiu fazer com que o governo do estado instalasse quatro reservatórios de água potável para atender aos cerca de dois mil moradores em dezembro de 1955. Posteriormente o vice-prefeito de São Paulo iniciou estudos para a construção de um grupo escolar e a inclusão da favela na coleta regular de lixo. Em 1960 foram iniciados os serviços de vacinação dos moradores e um processo de desinfecção das habitações.
Ainda assim, essas ações tímidas (algumas sequer realizadas como a construção do grupo escolar) pouco mudaram o panorama da favela. Em 1970 haviam 700 famílias morando no local, que se consolidou como uma das maiores favelas de São Paulo. Durante toda a década de 1970 a prefeitura e o governo do estado prometeram reurbanizar a favela, incluindo um projeto apresentado em 1978 pelo arquiteto húngaro Yona Friedman da ONU à Emplasa.
Naquele ano ocorreu uma nova tentativa de despejo de parte dos moradores, desta vez por parte da Companhia Imobiliária da Moóca.
Em 1978 havia cerca de sete mil habitantes, com a favela sendo procurada por vários candidatos em busca de votos- com predominância dos candidatos do MDB, de oposição à ditadura. Apesar de várias promessas de regularização de água, luz, construção de moradias, quase nenhuma é realizada. Mesmo assim, a favela possuía em 1979 uma igreja, comércio, postos médico e policial e quatro clubes de futebol amador, transformando-se em um pequeno bairro semi-oficial.
Após analisar a situação da favela, a gestão Janio Quadros atribuiu ao arquiteto Raymundo de Paschoal a elaboração de um plano de remoção e reurbanização.  Após os estudos iniciais, a proposta foi transformada em um plano de construção de um conjunto habitacional de 4 mil unidades. O projeto acabou arquivado por falta de verbas, e na gestão seguinte de Erundina foi estudada a oficialização e reurbanização da favela, em um plano mais modesto.
Há evidências de tráfico de drogas na favela, conforme foi evidenciado por uma operação da Polícia Civil em 20 de setembro de 2010.
No dia 11 de janeiro de 2009 um incêndio destruiu cerca de 50 barracos na favela.
No dia 12 de maio de 2011 a Subprefeitura da Vila Prudente-Sapopemba fez uma audiência pública em que técnicos da Secretaria Municipal de Habitação de São Paulo (SEHAB) comunicaram planos de urbanização da favela, que incluiriam o alargamento da rua Dianópolis, onde se encontra também a Associação dos Amigos da Favela de Vila Prudente, o que envolveria desapropriações.